# Monopsis flava
Monopsis flava là loài thực vật có hoa trong họ Hoa chuông. Loài này được (C.Presl) E.Wimm. mô tả khoa học đầu tiên năm 1948.